# Дронь Артур Віталійович
Артур Дронь (нар. 31 грудня 2000, село Воскресинці Рогатинський район, Івано-Франківська область) — український поет, військовослужбовець.

## Життєпис
Народився 31 грудня 2000 року в селі Воскресинці Рогатинського району Івано-Франківської області, з 5 років жив у сусідньому селі- Підмихайлівцях.
У 2017 році вступив до Львівського національного університету імені Івана Франка на факультет журналістики. З того часу живе у Львові. 
У 2021 році закінчив бакалаврат, а в 2022 — магістратуру.
У 2020—2021 роках працював у студентському відділі ЛНУ ім.І.Франка. 
З 2021 — івент-менеджер у «Видавництві Старого Лева».
У 2022 році, з початком повномасштабного вторгнення пішов добровольцем і відтоді несе службу в 125 окремій бригаді територіальної оборони ЗСУ.
Із серпня 2022-го — у складі бригади виконує завдання в зоні бойових дій на території Донецької, а згодом Харківської областей.
Перебуваючи на фронті, Артур Дронь продовжує писати вірші. Сьогодні його пронизливі тексти вже перекладені різними мовами світу. А на один з віршів Артура Дроня музикант Віктор Морозов написав пісню.
У лютому 2023 року рядки з його вірша процитувала прем'єр-міністерка Італії Джорджа Мелоні на прес-конференції з Президентом України Володимиром Зеленським.
У липні 2023 року під час короткої відпустки у Львові відбулися поетичні читання Артура «Тут були ми».

## Творчість
- Автор книжки віршів «Гуртожиток №6» (Львів: Тріада плюс, 2020).
- У грудні 2023 року у Видавництві Старого Лева вийшла друком збірка віршів «Тут були ми»

Твори  Артура Дроня надруковані в 
- антології сучасної української поезії «Молоді голоси» (2021);
- збірці оповідань «Моє тихе Різдво» (Видавництво Старого Лева, 2022);
- поетичній антології «Поміж сирен: нові вірші війни» (Vivat, 2023).

Окремі вірші перекладені литовською, англійською, польською, італійською, фінською, норвезькою, білоруською, естонською, іспанською, французькою.

### Поетична збірка «Тут були ми»
«Тут були ми» — друга збірка віршів Артура Дроня.
Вірші, що увійшли до книги, написані на фронті, але вони не про війну. Вони про людей, які люблять більше, ніж бояться. Які були тут і не пішли звідси. Такою мовою солдати згадують своїх, а діти пишуть листи на аркушах шкільного зошита. Нею говорять про біль і надію. Прощаються і люблять.
Книжка «Тут були ми» проілюстрована роботами художниці Катерини Сад, а також уривками листів, які військові отримали від дітей.
Увесь прибуток від продажу цього видання буде перераховано у благодійний фонд «Голоси дітей», що надає безкоштовну психологічну допомогу дітям та родинам, які постраждали від війни .

## Відзнаки
- Відзнака літературної премії ім. Анатолія Криловця за книжку віршів «Гуртожиток №6» (2021)
- Молодіжна премія Львівської міської ради «Сміливі 2022» в номінації «Поезія — це також зброя» (2022).
- Відзнака літературного конкурсу видавництва «Смолоскип» (2022).

## Публікації
- Добірка віршів у журналі «Універсум»[5]
- Добірка на платформі «Litcentr»[6]
- Переклади польською у виданні «Dwutygodnik»[7]
- Переклад англійською у виданні «Lunch Ticket»[8]
- Переклад англійською у виданні «Circumference»[9]